# Десигнат
Десигнат (от лат. designatum) — означаемое, значение слова. Иногда противопоставляется денотату как предметной области и определяется как «субъективный образ» или «концепт» денотата. Предполагается, что ряд понятий могут иметь десигнат, но не иметь денотата. Например, круглый квадрат. Важнейшее понятие семиотики Чарльза Морриса.

Знаки, указывающие на один и тот же объект, не обязательно имеют те же самые десигнаты, поскольку то, что учитывается в объекте, у разных интерпретаторов может быть различным.
— Моррис, Чарльз Уильям. Основания теории знаков